# Birkerød Idrætscenter
Birkerød Idrætscenter er et idrætsanlæg i Birkerød med mulighed for at dyrke mange sportsgrene. Der er en multihal, flere sportssale, fitnesscenter, svømmehal med 2 25 m bassiner samt syv fodboldbaner foruden støttefunktioner.
Centeret, der afløste Birkerød Stadion, blev taget i brug 1. februar 2008. Det er tegnet af den danske arkitektvirksomhed Schmidt, Hammer & Lassen.